# Укроћена горопад
Укроћена горопад је друга Шексипрова комедија из градског живота. По томе и по неким другим елементима, као што су завере младих да би се преварили стари, види се да ово дело потиче из раздобља у коме се осећаја утицај римске комедије. Тај утицај, међутим, није тако снажан и очигледан као у Комедији забуна и долази посредним путем, преко италијанске ренесансне комедије.
Укроћена горопад спада у оне драме које су први пут штампане тек у Првом фолију. Предложак за слагаче био је, вероватно, заснован на инспицијентској књизи, која није била нарочито пажљиво припремљена. Има знакова да је било исецања текста ради скраћивања, после чега „шавови” нису добро спојени, као и да је део улоге једне личности додељен другој, можда опет из неког техничког разлога у вези са постављањем драме на сцену.
Проблем времена настанка ове комедије није ништа мање сложен него у случају Комедија забуна. Франсис Мирс не помиње Укроћену горопад, али постоји сведочанство о томе да је 1594. изведен комад Кроћење једне горопаднице (The taming of a Shrew) што би значило да је драма била написана до тог времена. Међутим, не можемо бити сигурни да се то сведочанство односи на Шекспирову драму, јер је управо те године објављена, под истим насловом, једна анонимна драма која знатно компликује питање текста, хронологије и извора Шекспирове комедије.
Наслов анонимне драме разликује се од Шекспировог по томе што Шекспир уместо неодређеног члана употребљава одређени (The Taming of the Shrew). Анонимна драма објављена је три пута, 1594., 1596. и 1607.,а између ње и Укроћене горопади има очигледних сличности. С друге стране, велике су и разлике, у ствари, толике да се ови текстови не могу сматрати блиским верзијама истог дела. Већина личности има друкчија имена, неки елементи заплета се битно разликују, а у анонимној драми несумњивог подржавања Марлоовог Доктора Фауста (Doctor Faustus) и Тамерлана, па и непосредног преузимања стихова из тих комада.
Однос Шекспирове и анонимне драме је толико нејасан да постоје теорије о скоро свим могућним комбинацијама: да је Кроћење једне горопаднице ранија Шекспирова верзија драме која је касније објављена у ревидираном облику у Првом фолију; да је Краћење једне горопаднице дело неког другог писца, ко је Шекспир прерадио; да су обе драме изведене из неког заједничког извора; да је анонимна драма пиратско издање Шекспировог дела- или онаквог какво је касније штампано у Првом фолију, или пак неке раније верзије. Новија критика углавном прихвата претпоставку да је Шекспирова драма извор анонимној, а не обрнуто. Томе у прилог говоре плагијати из Марлоа у Краћењу једне горопаднице, делови текста у анонимној драми који немају никаквог смисла, затим неке шале које су успеле у Шекспировој, а остале несхваћене у анонимној верзији. То би значило да је Шекспир своју комедију написао у неко време пре 1594, када је штампана драма изведена из ње.

## Структура
Структура Укроћене горопади је сложена и састоји се од три приче, преузе из три различита извора. Прва прича је изложена у Уводу и односи се на котлокрпу Кристофера Слаја. Слај је пијанац који, пошто га избаце из крчме,легне на земљу и заспи. Тако га затиче један племић наређује пратиоцима да га тако заспалог пренесу у његов замак и обуку га у господску одећу. Када се Слај пробуди,сви га уверавају да је Лорд и да се налази у свом замку, али да тога није свестан јер је дуго био помраченог ума и управо је дошао себи. Слај с оклевањем допушта да га у то убеде, па се са својом „женом” (прерушеним племићевим пажом) и послугом припрема да гледа драму коју наводно њему у част приказује једна путујућа глумачка дружина. Та унутрашња драма има два заплета:један се односи на горопадницу Катарину и њеног „кротитеља” Петручија, а други говори о Катарининој млађој сестри Бјанки и њеним просцима.
Прича о Кристоферу Слају представља варијанту једног старог мотива који је био широко распрострањен у многим земљама Европе,па и на Истоку (једна верзија те приче се јавља у Хиљаду и једној ноћи). И кроћење пргаве жене,по коме је Шекспирова комедија добила назив,чест је мотив. Прича заснованих на њему има у фолклорним предањима многих народа, мада, као и у случају приче о Слају, нема познатог извора за специфичне појединости и боју које Шекспир уноси у своју драму. У другим верзијама „кроћења” су обично грубља, с бруталном применом физичке силе и окрутним кажњавањем. у Енглеској је, на пример,средином XVI века кружила једна „Балада о горопадној жени” коју муж после жестоких батина, умотава у усољену кожу липсалог коња.
Трећа прича, о Катарининој сестри Бјанки, преузета је из прве енглеске комедије у прози, Замене (Supposes, 1566) Џорџа Гаскојна (George Gascoigne, 1539?-1577) Гаскојново дело је у ствари слободан превод АРиостове комедије истог наслова (I suppositi, 1509). Сам Ариосто каже да се угледао на Теренција и Платуа, и његова драма је типичан пример италијанских ренесансних прерада римске комедије. Механизам заплета и многе појединости,као завере младих да,потпомогнути слугама,надмудре старе,потичу из латинске комедије,али цела драма је код Ариоста умекшана,има елемената романтичне љубави и одликује је друкчији став према женама. У Шекспировој обради осећа се и утицај неких конвенционалних ликова италијанске комедије дел арте.
У овој драми Шекспир први пут користи сложену композицију са више заплета - главним, с Катарином и Петручиом као протагонистима; споредним, чији носиоци Бјанка и њени просци Лућенцо, Хортензио и Гремио;и оквирним,који чини прича о Слају. Та три заплета су повезана на виче начина. У свима се јавља мотив привида и стварности, супротности између онога што јесте и онога што се претпоставља или замишља. Код протагониста све три приче - Слаја, Катарине и Бјанке- долази до промене личности. Слај се претвара у лорда,Катарина постаје кротка,а питома Бјанка горопадна. Композиционо, прица о Слају је повезана с друга два заплета јер они чине„комад у комаду” који се приказује за њега. Ти „унутрашњи” заплети су,пак, међусобно повезани тиме што Батиста условљава удају млађе ћерке Бјанке, о коју су просци отимају, претходним ступањем у брак своје старије ћерке Катарине, коју нико неће због њене нарави,и што се показује да каснији догађаји доводе до управо супротних промена у јунакињама те две приче.
Укроћена горопад је једини Шекспиров комад у коме се користи оквирна прича, али то не значи да је то драмско средство било непознато у енглеској ренесансној књижевности. Временски најближи пример пружа Бапска прича (The Old Wives'Tale,1591) Џорџ Пила. Необично је, међутим,што Шекспир после успешног почетка напушта причу о Слају и оставља је без наставка. Последње речи које Слај изговара јесте његов коментар драме коју посматра:„Дивна је то ствар, госпо жено. Волео бих да је свршена.” После те примедбе на крају прве сцене првог чина Слај тоне у сан и више се не оглашава, па га нема чак ни на крају драме,где би било логично очекивати затварање композиционог оквира. у анонимној драми Кроћење једне горопаднице оквирна прича се преко Слајових повремених примедаба протеже кроз целу драму, а заокружује се тиме што он на крају заспи,па га,поново одевеног у његове прње, враћају на место поред крчме, где су га и затекли. Ту се он буди,иза најлепшег сна који је у животу уснио,како сам каже, па одлази да у свом дому и на својој горопадници примени оно што је научио од Петручија
О томе зашто тог наставка нема у Укроћеној горопади може се само нагађати. По неким претпоставкама, то је последица скраћивања приликом припреме текста за извођење (а о томе има,као што је поменуто,и неких других сведочанстава);по другима, текст коришћен за штампање Првог фолија није био потпун, или су га сами слагачи из неког чисто техничког разлога или превида.
Без обзира на то које се објашњење прихвати за непотпуност оквирне приче, остаје чињеница да су Укроћену горопад уграђени врло разноврсни елементи - реалистични, фарсични и романтично-сентиментални - тако да је комедија веома богата расположењима и нуди гледаоцу неколико не само различитих него и непосредно супротстављених ставова. ТО се нарочито види у односу према љубави и браку у два „унутрашња” заплета. Петручиов и Катаринин став је несентименталан и антиромантичан. Стари Батиста на склапање брака гледа као на пословни подухват и не устручава се да руку своје пожељније ћерке дословно изнесе на лицитацију;њени просци Хортензио и Гремио то прихватају као сасвим природно и разборито; најзад, Лућенцо и Бјанка су представници романтичне љубави. Лућенца уопште не занима Бјанкин мираз и сав је у лирском заносу:
-{Tranio, I burn, I pine,Iperish,Tranio

If I achieve not this young modest girl}-
```
                ,,...горим,
```

Чезнем,и умрећу,ако не добијем
Ту младу и смерну девојку, Транио.’’
За њега је Бјанка идеално биће беспрекорног понашања и он њој говори као прави петраркистички љубавник (одговарајућа девојка код Ариоста је трудна). Тако се у драми заступљене различите тачке гледишта које подстичу на међусобно упоређивање и на размишљање о њиховим предностима и ограничењима. У том смислу,може се рећи да Шекспир у Укроћеној горопади почиње да користи поступак „комплементарних перспектива”,који ће потпуно развити у својим каснијим комедијама. Други значајни наговештај је Шекспирових зрелих драма јесте приказивање људских односа на начин који је драмски жив и ефектан, али који не изазива једносмерно реаговање гледалаца или читалаца, него допушта различита,па и опречна тумачења. То се овде не види толико у причи о Бјанки колико у односу Петручија и Катарине. Прво питање је како треба схватити Петручиове методе и какав смисао треба дати његовој коначној победи?
У тумачењу односа Петручија и Катарине запажа се јасна разлика између старије и новије критике. У другој половини 19. века и почетком овог столећа Петручио је углавном тумачен као грубијан, ловац на мираз и примитиван човек који варварски поступа са својом женом. „Ниједан мушкарац колико-толико пристојних осећања”,приметио је Бернард Шо, „не може да одгледа последњу сцену у друштву неке жене,а да се не осети крајње постиђеним”.
У складу са општом тенденцијом критике да се и оно мало што је раније Шекспиру замерано протумачи као последица свесне и успешно остварене уметничке намере,у новије време износе се подробни разлози због којих треба сматрати да је Петручиово „кроћење” засновано на тако проницљивом разумевању људске психе да му се треба без резерви дивити. По неким од тих тумачења, Катарина има лошу нарав не само зато што је запостављена у односу на своју сестру и што је отац понижава него и зато што допушта себи да буде таква пошто није никада наишао на особу кадру да јој се супротстави. Када се Петручио појави, Катарина осећа да јој је он више него дорастао и гледа на свој брак с њиме као на изазов. То је схватање које и сам Петручио има о њиховом односу:
-{I tell you,father,

I am as peremptory as she proud-minded;

And where two raging fires meet together,

They do consume the thing that feeds their fury.

Though little fire grows great with little wind,

Yet extreme gusts will blow out fire and all.}-
-{,,...јер кажем вам, оче,

Кол'ко је охола,ја сам тол'ко решен.

Кад се две бесне ватре сукобе,

Сагоре оно што им ствара бес.

Поветарац распири малену

Ватру у пожар,а олује гасе

Ватруи све”}-
Петручио је само на изглед осора,тврди се у таквим тумачењима,док се испод његове напраситости крије осећајност и искрена љубав према Катарини. Он, каже се,никада није стварно груб према њој, нити јој вређа достојанство. Он је свестан да је Катарина поносита и то поштује. Његова правост није никада усмерена против ње, него против других људи из његове околине;према самој Катарини поступа чак с иронично пренаглашеном брижљивошћу и уљудношћу. Он је „кроти” за њено властито добро,да би је духовно и морално васпитао,а не да би је подредио својој власти. При томе, он преузима улогу која иначе не одговара његовој природи:понаша се неразборито,добија наступе гнева без икаквог повода,искаљује бес на недужним људима,а све то чини да би Катарини показао,као у карикатуралном огледалу, колико је ружно бити горападан. Његово простачко понашање на свадби има за сврху да предочи Катарини вредност лепог понашања и уљудности. На крају, Петручио постиже свој циљ: он ослобађа Катарину свих недостатака лошег васпитања и последица неповољних околности под којима је одрасла,и помаже јој да дође до пуне свести о себи самој и о свету око себе. Захваљујући томе,она духовно сазрева и успоставља са својим мужем складан однос пун узајамног поверења и разумевања.
Слабост оваквог тумачења - ако се већ на Катарину и Петручија гледа као на жива бића с психолошком реалношћу и ако се сматра да „кроћење” и његове последице изражавају озбиљну морални и људску поруку драме или чак самога Шекспира - јесте то што се до њега може доћи само претераним наглашавањем једних,а занемаривањем других појединости у драми, а понекад чак и упрађивањем у драмске ситуације смисла коме се Шекспиров текст очигледно опире.
Петручио је од почетка приказан као хладно срачунат човек који зна шта хоће и који не признаје препреке у остварењу својих интереса. Он не крије да хоће да се жени ради новца и да за срећу његовог брака није важно да ли му је жена ружна,ни какве је нарави,ни којих је година,нити било шта друго,уколико је добра миражџика:
-{У тој потрази за миразом Петручио стиже у Падову:

I come to wive it wealthily in Padua;

У Падови, па буде л' богато

Самим тим ће бити доиста и срећно’’}-
Он одлучује да се ожени са Катарином и пре него што ју је видео,само на основу тога што је од свога пријатеља Хортензија чуо да је богата удавача, па нестрпљиво прекида Хортензиова упозорења у погледу њене нарави „Реци ми име њеног оца, то је доста”
Пошто је задовољан миразом који му Катаринин отац Батиста нуди, он се уопште не обазире на њено противљење,венчава се њоме и проглашава своје неприкосновено право власништва над њоме:
-{She is my goods,my chattels,she is my house,

My household stuff,my field,my barn,

My horse,my ox,my ass,my any thing.}-
-{„Она је моје имање,мој дом

Моје покућство,моје поље,мој Амбар,мој коњ,мој во,мој магарац,

И све”}-
Ускративши јој задовољство да присуствује гозби у част властитог венчања,он је по блату у хладноћи одводи својој кући у Верону,где почиње да је „припитомљава” методима који су смишљени за животиње:
-{My falcon now is sharp and passing empty,

And till she stoop she must not be full-gorg'd,

For then she never looks upon her lure.

Another way I have to man my haggard,

To make her come, and know her keeper's call,

That is, to watch her, as we watch these kites

That bate and beat,and will not be obedient.

She eat no meat to-day, nor none shall eat;

Last night she slept not,nor to-night she shall not...

And thus I'll curb her mad and headstrong humour.-
-{„Соколица је оштра,јако гладна,

Док се не покори,нема јој ни хране;

Иначе се не би освртала

На моје наредбе. А да је укротим

Имам још један начин,и то тај

Да је научим да зна и дође

Кад је чувар зове, то јест да је држим

Будну, онако к'о копце што неће

Да слушају лупајући крилом.

Она данас није јела,па и неће”}-

### ИздањаУкроћена горопад
- Bate, Jonathan; Rasmussen, Eric, ур. (2010). The Taming of the Shrew. The RSC Shakespeare. Basingstoke: Macmillan. ISBN 9780230272071.
- Bond, R. Warwick, ур. (1904). The Taming of the Shrew. The Arden Shakespeare, First Series. London: Methuen.